# Legge di Zieliński

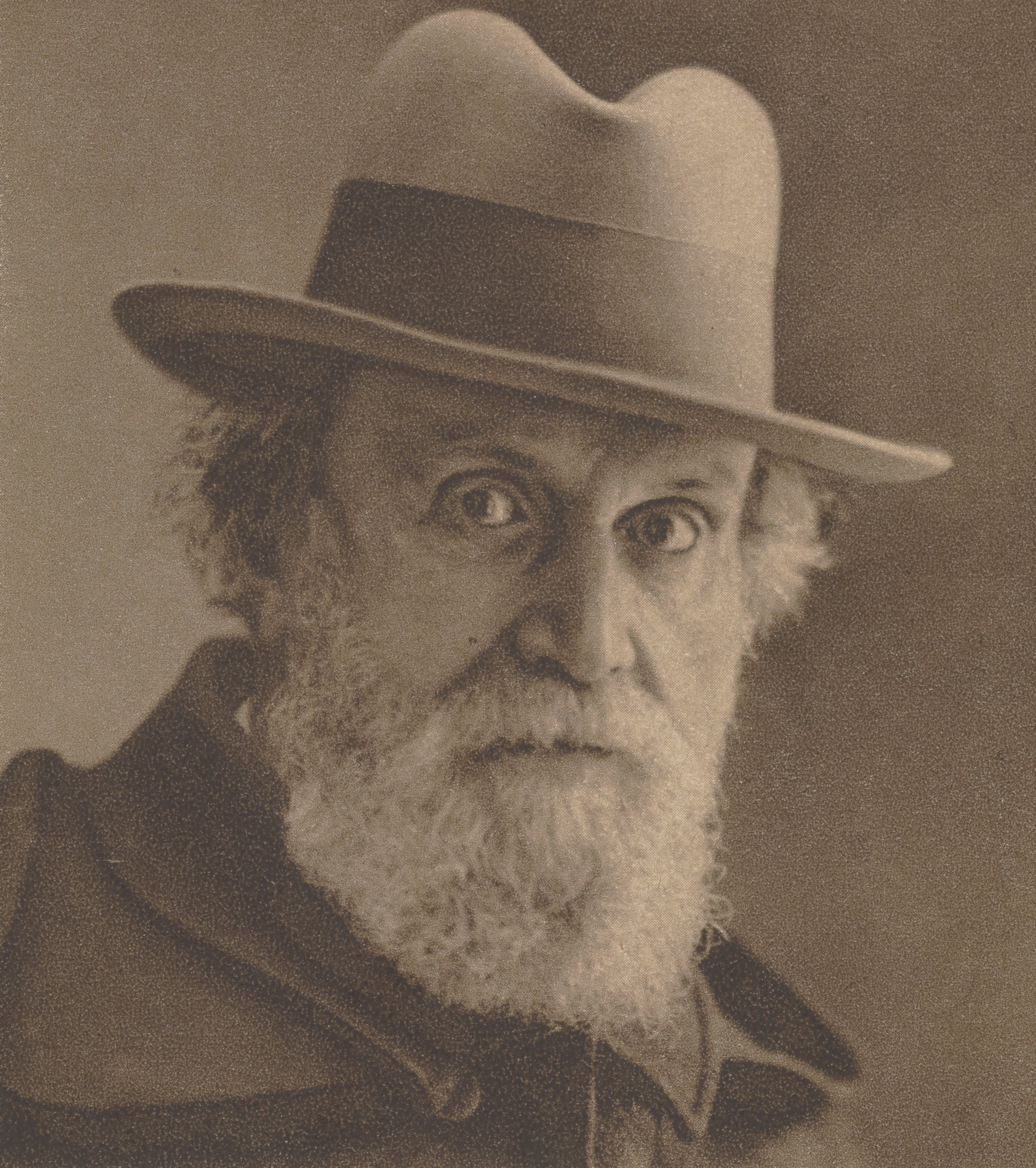
Tadeusz Zieliński

La cosiddetta legge di Zieliński, conosciuta anche col nome tedesco di Sukzessionsgesetz ("legge della successione") o come principio della continuità temporale, è un fenomeno narratologico individuato dal filologo classico polacco Tadeusz Zieliński nel 1901 prendendo in analisi i poemi omerici (Iliade e Odissea).
Secondo la formulazione di Scodel, la legge di Zieliński afferma che "la narrazione omerica va sempre avanti e perciò non può rappresentare due azioni simultanee", "al contrario rappresenta le azioni simultanee in successione". Mentre i discorsi dei personaggi spesso narrano eventi precedenti a quelli riferiti dal narratore primario oppure che il narratore primario ha già menzionato, il narratore primario non ritorna mai indietro per raccontare azioni simultanee a quelle già narrate. Secondo la formulazione di Carbon, la legge di Zieliński "esprime un certo insieme di convenzioni poetiche della narrazione omerica: che le linee narrative della storia vengono narrate consecutivamente (cioè senza ritornare sui propri passi) e che possono essere intrecciate per mezzo di due tecniche: la tecnica dell'interruzione e la tecnica del riassunto".
La legge di Zieliński è tuttora dibattuta per due motivi: è stato sostenuto che la narrazione omerica può andare indietro nel tempo, ma con minore frequenza rispetto al moderno modo di narrare e senza indicare apertamente questi passi indietro; oppure è stato sostenuto che gli eventi ritenuti simultanei da Zieliński siano in successione anche nella realtà, come nella narrazione. C'è inoltre un problema relativo alla ricezione da parte del pubblico: o l'autore si aspettava che il pubblico ricostruisse la simultaneità degli eventi, o voleva che li recepisse come in successione, o semplicemente non si interessava alla cronologia degli eventi.
È stato altresì proposto di considerare questa legge non come "legge" ma come "regola", visto che alcune eccezioni sono state individuate da successivi studi.